# (7752) Otauchunokai
(7752) Otauchunokai (1988 US) – planetoida z pasa głównego asteroid okrążająca Słońce w ciągu 3,49 lat w średniej odległości 2,3 j.a. Odkryta 31 października 1988 roku.